# Daleszewo (gromada)
Daleszewo – dawna gromada, czyli najmniejsza jednostka podziału terytorialnego Polskiej Rzeczypospolitej Ludowej w latach 1954–1972.
Gromady, z gromadzkimi radami narodowymi (GRN) jako organami władzy najniższego stopnia na wsi, funkcjonowały od reformy reorganizującej administrację wiejską przeprowadzonej jesienią 1954 do momentu ich zniesienia z dniem 1 stycznia 1973, tym samym wypierając organizację gminną w latach 1954–1972.
Gromadę Daleszewo z siedzibą GRN w Daleszewie utworzono – jako jedną z 8759 gromad na obszarze Polski – w powiecie gryfińskim w woj. szczecińskim na mocy uchwały nr V/44/54 WRN w Szczecinie z dnia 5 października 1954. W skład jednostki weszły obszary dotychczasowych gromad Czepino, Chlebowo, Daleszewo, Łubnica, Nowe Brynki, Radziszewo i Żabnica ze zniesionej gminy Radziszewo w tymże powiecie oraz lasy państwowe o powierzchni 673 ha ze Szczecina, miasta na prawach powiatu w tymże województwie. Dla gromady ustalono 18 członków gromadzkiej rady narodowej.
1 stycznia 1958 do gromady Daleszewo włączono miejscowości Binowo, Morzewko, Barnimek, Jarząbki, Binówko i Węglino ze zniesionej gromady Żelisławiec w tymże powiecie.
Gromada przetrwała do końca 1972 roku, czyli do kolejnej reformy gminnej.